# Javier Quiroga (P-13)
El Javier Quiroga (P-13) fue un patrullero de altura de la clase Barceló perteneciente a la Armada Española. Recibió su nombre en memoria de Javier Quiroga Posada, vizconde de Villar de Fuentes, vecino de Pontevedra y comandante del que era en 1936 el bou artillado Virgen del Carmen. Tras su baja en 2005 se planteó la posibilidad de ser cedido a la Armada de Túnez, pero fue finalmente desguazado en Cartagena durante la primavera de 2009.

## Historia
El patrullero Javier Quiroga fue el tercero de los patrulleros de la clase Barceló construido por la entonces Empresa Nacional Bazán en su factoría de San Fernando. 
Tanto a este patrullero como al resto de buques de su clase, le fue asignado el nombre el 26 de julio de 1974 y lo fue en sustitución de otro buque Javier Quiroga que había sido dado de baja en 1970, y que era un patrullero llegado a nuestra Armada en 1954, adquirido como yate en Estados Unidos poco antes. Fue botado el 16 de diciembre de 1975 junto con su gemelo Laya, convirtiéndose de ese modo ambos patrulleros en los primeros buques para la Armada botados en España bajo el reinado de Juan Carlos I.
Aunque su principal misión fue la de vigilancia del litoral, sus altas prestaciones hicieron que a lo largo de su vida marinera participase en múltiples colaboraciones, desde ejercicios de tiro, actuaciones como buque S.A.R, etc, siendo muy habitual también la escolta al yate Fortuna de S.M. el Rey en época veraniega en aguas baleares, labor que se le encomendó en múltiples ocasiones, dadas sus buenas características de velocidad y armamento.
El acto de baja del buque, aparte de contar con una numerosa representación de ex-comandantes contó también con la presencia de don Javier, doña María José y don Ignacio Albo Quiroga, sobrinos del personaje cuyo nombre ha ostentado el buque. Tras su baja en 2005 se planteó la posibilidad de ser vendido a la Armada de Túnez para destinarlo a labores de control de la inmigración ilegal, pero sin embargo y pese a que ya se había informado a los medios de comunicación sobre tal intención, la operación no pudo concretarse por lo que fue finalmente subastado en 2008 por la Junta Delegada de Enajenaciones y Liquidadora de Material de Cartagena y desguazado en esa misma ciudad durante la primavera de 2009.